# Xavier Legrand
Xavier Legrand (ur. 28 marca 1979 w Melun) – francuski reżyser, scenarzysta i aktor filmowy. Nominowany do Oscara za krótkometrażowy film aktorski Zanim stracimy wszystko (2013). Laureat Srebrnego Lwa za najlepszą reżyserię na 74. MFF w Wenecji za debiutancki film fabularny Jeszcze nie koniec (2017). Obraz ten zdobył później cztery Cezary za rok 2018, w tym dla najlepszego francuskiego filmu roku.